# دستگاه ناوبری ماهواره‌ای

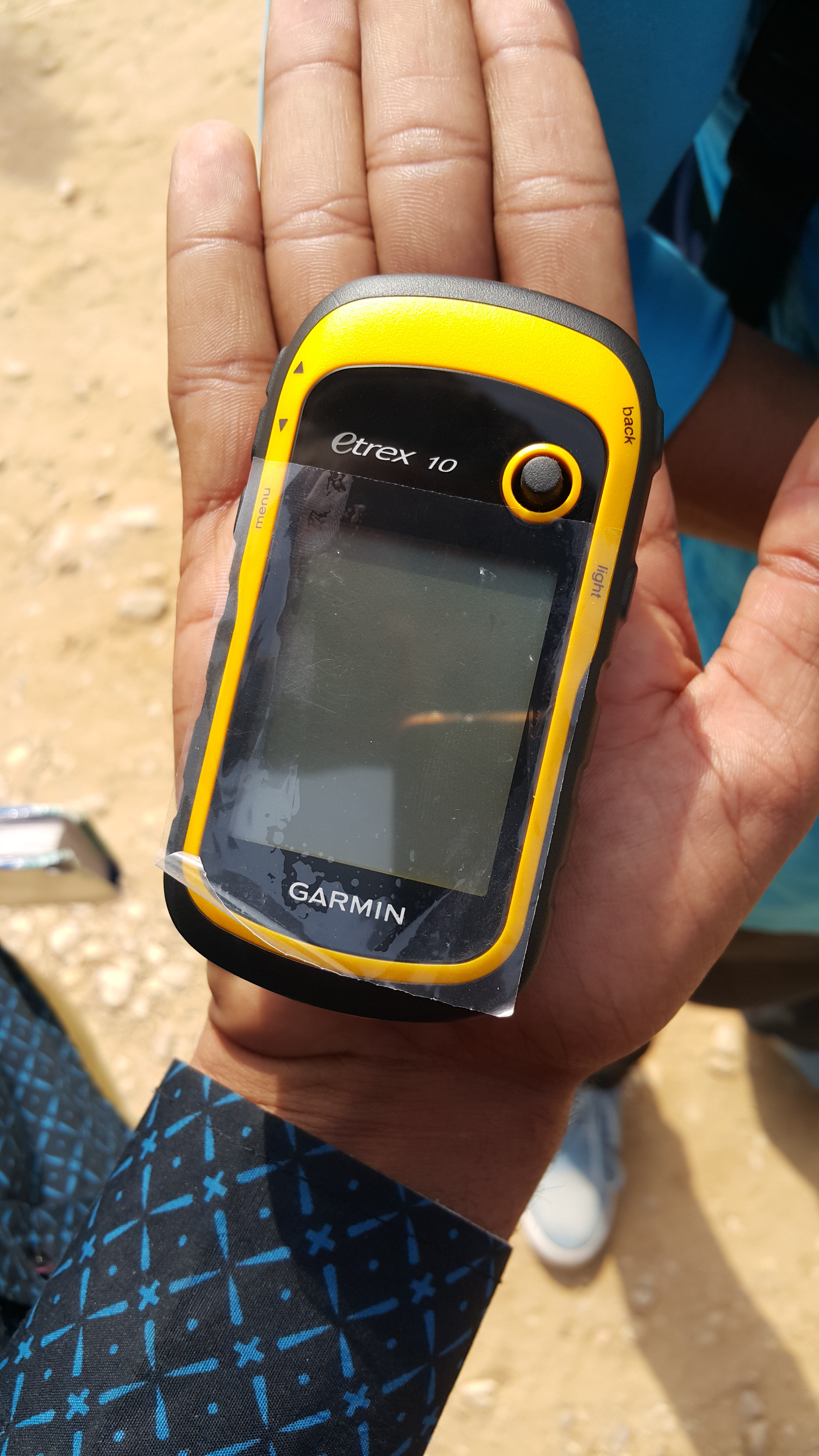
گیرنده GPS دستی گارمین مدل eTrex10

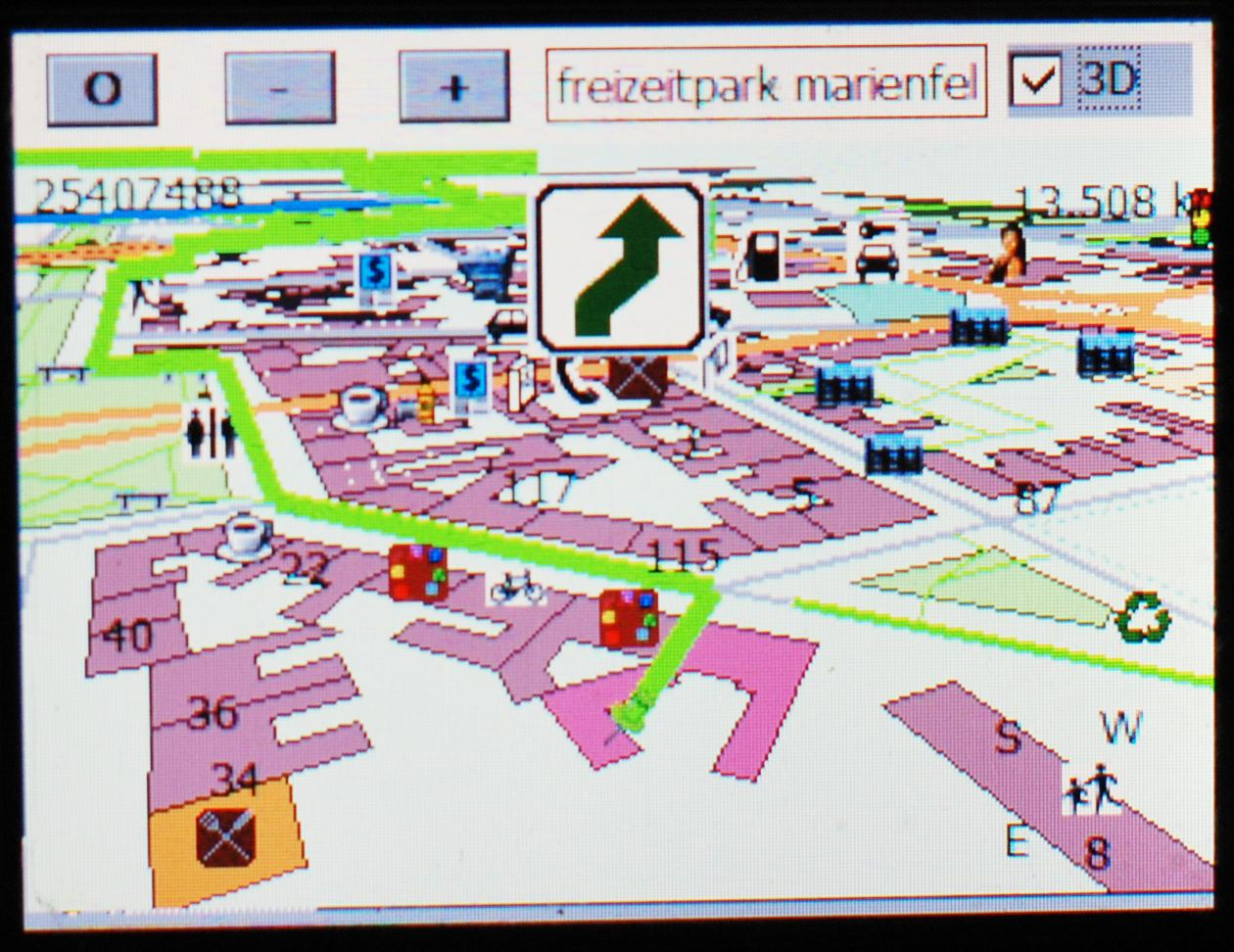
مسیر دوچرخه در نقشه ابزار

دستگاه ناوبری ماهواره‌ای (به انگلیسی: Satellite navigation device) که گیرنده ناوبری ماهواره‌ای، دستگاه GPS یا به اختصار رهیاب نیز نامیده می‌شود، ابزاری است که موقعیت مکانی را با دقت بسیار بالا به وسیله دریافت داده‌ها از سامانه موقعیت‌یاب جهانی یا دیگر سامانه‌های ناوبری ماهواره‌ای (GNSS) محاسبه می‌کنند. در ابتدا دانش این ابزار تنها در اختیار نیروهای ارتش آمریکا بود اما اکنون در خودروها و بیشتر تلفن‌های هوشمند وجود دارد. این ابزار با به‌کارگیری سامانه موقعیت‌یاب جهانی که داده‌ها را از ۲۴ ماهواره دریافت و پردازش و نمایش می‌دهند کار می‌کند.
به دلایل نظامی امنیتی دولت آمریکا نخست از در اختیار قرار دادن این فناوری به شهروندان عادی خودداری نمود اما از سال ۱۹۸۰ این ابزار در اختیار همه شهروندان به‌صورت رایگان و در همه نقاط جهان قرار گرفت.
چهار سامانه جهانی ناوبری ماهواره‌ای فعال در سال ۲۰۲۴ عبارتند از: سامانه موقعیت‌یاب جهانی (GPS) متعلق به ایالات متحده آمریکا، گلوناس روسیه، سامانه ناوبری بیدو (BDS) متعلق به چین و سامانه گالیلئو متعلق به اتحادیه اروپا.
ابزار راهیابی جی‌پی‌اس از قابلیت‌های پرشماری دارند. مانند:
- نقشه شهرها و نام خیابان‌ها و اماکن
- جایگاه نزدیکترین اماکن تجاری یا سرگرمی
- گزارش لحظه به لحظه ترافیک شهری
- نزدیک‌ترین راه تا محل مورد نیاز
- مسافت پیموده شده تندی حرکت یا بلندی از سطح دریا

- سامانه موقعیت‌یاب جهانی